# Subaru Justy
Subaru Justy var en minibil, som mellem sommeren 1984 og midten af 2011 blev fremstillet af den japanske bilfabrikant Subaru. Kendetegnet for Justy var, at den normalt var udstyret med firehjulstræk. Kun den sidste generation kunne kun fås med forhjulstræk.

## Generelt
Hvor den første generation var udviklet af Subaru alene, sværgede man efterfølgende til joint venture med andre fabrikanter for at reducere fremstillingsomkostningerne. Derfor samarbejdede man ved udviklingen af anden og tredje generation med Suzuki, og fremstillede begge modellerne hos Magyar Suzuki Zrt. i Esztergom, Ungarn. Dette samarbejde blev afsluttet efter at General Motors' samarbejde med Fuji Heavy Industries ophørte, da General Motors ligeledes samarbejdede med Suzuki. Som følge af det nye samarbejde mellem Toyota og Fuji Heavy Industries blev den fjerde generation fremstillet i samarbejde med Toyotas datterselskab Daihatsu.
Modsat Subarus tradition havde Justy-modellerne ikke boksermotorer, men derimod rækkemotorer.

## Justy I (type KAD)
Den i sommeren 1984 introducerede, første generation af Justy var baseret på den mindre Subaru Rex fra 1981, men var bredere og længere.
I den første tid var den eneste tilgængelige motor en 1,0-liters trecylindermotor med én balanceaksel, som var en videreudvikling af tocylindermotoren fra Subaru Rex. Denne motor ydede 40 kW (54 hk). Senere fik motoren en ny krumtapaksel hvilket øgede boringen, og samtidig tilkom en 1,2-litersmotor med 50 kW (68 hk). Denne motor gjorde ligeledes tjeneste i Subaru Libero.
Fra 1990 blev den ret tørstige 1,2-liters karburatormotor udstyret med multipoint-indsprøjtning. Samtidig blev udstødningssystemet udstyret med en reguleret trevejskatalysator af første generation, hvorved motoren kom til at opfylde Euro1-normen.
I samarbejde med et taiwanesisk firma blev Justy I bygget i en sedanudgave under navnet Subaru Tutto til det lokale marked. Fra 1987 kunne Justy som ekstraudstyr leveres med en trinløs CVT-gearkasse i stedet for den hidtidige tretrins automatgearkasse.
Modellen, som fandtes med både tre og fem døre, gennemgik i midten af 1989 et optisk facelift, mens kabinen med undtagelse af mindre detaljer forblev uændret.
Bilen var udstyret med manuelt tilkobleligt firehjulstræk uden midterdifferentiale, hvorved bagakseldifferentialet ikke ydede nogen spærrevirkning. Ved hjælp af en fordelergearkasse, som blev styret af en undertryksmembran, kunne også bagakslen drives. Det var ikke nødvendigt at træde koblingspedalen ned ved skift mellem for- og firehjulstræk.
Fortil havde bilen separate hjulophæng med MacPherson-fjederben og tværled, og bagtil en skråleddet aksel med adskilte støddæmpere og fjedre. Frihøjden lå på 170 mm.
Få eksemplarer af tredørsmodellen blev ombygget til stationcars. På denne model var de bageste sideruder afblændet, og bagagerummet og den indvendige sidebeklædning helt flade.

### Kvalitet og teknik
Justy I var en tilforladelig, men også plejekrævende bil. Det fra 1980'erne stammende karrosseri var uden ekstra rustbeskyttelse særdeles modtageligt for rustskader. Typisk for motorerne var olietab. Tætningerne på krumtapaksel og knastaksel skal skiftes for mindst hver 100.000 km; i modsat fald kan der opstå skader på krumtapakslens lejer på grund af oliemangel.
Modtagelig for korrosion er:
- Alle hjulkasserne
- Hele den nederste kant af forskærmene
- De bageste hjuludsnit (på grund af ridser i tætningsmidlet)
- Svejsekanterne på de forreste fjederben, ved ridser i tætningsmassen
- Området under forruden: I nærheden af A-søjlen under rudetætningen kan der opstå cirkelrunde gennemtæringer

Særdeles ramt er ligeledes de tyndt lakerede undervognsdele, hvis forbindelsessteder let korroderer ved vinterkørsel.
Justys stærke sider er derimod den problemløse elektronik og den robuste drivlinje, som ved normal vedligeholdelse og pleje sagtens kan tåle høje køreydelser.

### Tekniske data
|                                                | 1,0                                                    | 1,0                 | 1,2                                        | 1,2                             |
| Byggeperiode                                   | 1983–1990                                              | 1990−1995           | 1986–1990                                  | 1990–1995                       |
| Motordata                                      |                                                        |                     |                                            |                                 |
| Motortype                                      | R3-benzinmotor                                         | R3-benzinmotor      | R4-benzinmotor                             | R4-benzinmotor                  |
| Antal ventiler pr. cylinder                    | 2                                                      | 2                   | 3                                          | 3                               |
| Ventilstyring                                  | OHC, tandrem                                           | OHC, tandrem        | OHC, tandrem                               | OHC, tandrem                    |
| Fødesystem                                     | Karburator                                             | Karburator          | Karburator                                 | Multipoint                      |
| Katalysator                                    | Nej                                                    | Ja                  | Nej                                        | Ja                              |
| Trykladning                                    | –                                                      | –                   | –                                          | –                               |
| Køling                                         | Vandkøling                                             | Vandkøling          | Vandkøling                                 | Vandkøling                      |
| Boring × slaglængde                            | 78,0 × 69,6 mm                                         | 78,0 × 69,6 mm      | 78,0 × 83,0 mm                             | 78,0 × 83,0 mm                  |
| Slagvolume                                     | 998 cm³                                                | 998 cm³             | 1190 cm³                                   | 1190 cm³                        |
| Kompressionsforhold                            | 9,5:1                                                  | 9,5:1               | 9,1:1                                      | 9,1:1                           |
| Maks. effekt ved omdr./min.                    | 40 kW (54 hk) /6000                                    | 37 kW (50 hk) /5600 | 50 kW (68 hk) /5600                        | 54 kW (73 hk) /5600             |
| Maks. drejningsmoment ved omdr./min.           | 79 Nm /3600                                            | 76 Nm /3600         | 97 Nm /3600                                | 96 Nm /2800                     |
| Udstødningsnorm                                | Euro0                                                  | Euro1               | Euro0                                      | Euro1                           |
| Kraftoverførsel                                |                                                        |                     |                                            |                                 |
| Drivende hjul (standardudstyr)                 | Forhjul                                                | Forhjul             | Forhjul                                    | Forhjul                         |
| Drivende hjul (ekstraudstyr)                   | Alle                                                   | Alle                | Alle                                       | Alle                            |
| Gearkasse (standardudstyr)                     | 5-trins manuel                                         | 5-trins manuel      | 5-trins manuel                             | 5-trins manuel                  |
| Gearkasse (ekstraudstyr)                       | Trinløs CVT                                            | Trinløs CVT         | Trinløs CVT                                | Trinløs CVT                     |
| Præstationer                                   |                                                        |                     |                                            |                                 |
| Topfart                                        | 150 km/t (140 km/t)                                    | 140 km/t (130 km/t) | 155 km/t (150 km/t)                        | 155 km/t (150 km/t)             |
| Acceleration 0-100 km/t                        | 15,5 sek.                                              | 17,3 sek.           | 13,2 sek. (15,2 sek.)                      | 13,2 sek. (15,2 sek.)           |
| Brændstofforbrug pr. 100 km ved blandet kørsel | 7,2 liter (7,7 liter) [7,2 liter] Blyfri/ blyholdig 90 | 7,5 liter Blyfri 91 | 7,8 liter [8,2 liter] Blyfri/ blyholdig 90 | 8,1 liter (8,4 liter) Blyfri 91 |

1. ↑  Værdier i ( ) gælder for versioner med automatgear, og i [ ] for versioner med firehjulstræk.

## Justy II (type JMA/MS)
Den første generation blev i oktober 1995 afløst af en helt nyudviklet model, som fandtes med både tre og fem døre og var baseret på Suzuki Swift type MA. Denne model blev frem til august 2003 bygget i samarbejde med Magyar Suzuki i Ungarn. Fra og med denne generation blev Justy-serien kun markedsført i Europa, dog ikke Danmark.
I modsætning til forgængeren havde bilen permanent firehjulstræk, hvor bagakslen blev drevet af en viskokobling som kun overførte et drejningsmoment til bagakslen, hvis der på grund af hjulspin på forakslen forekom en difference i de to akslers omdrejningstal.
Motoren kom ligeledes fra Suzuki Swift.
Allerede i oktober 1996 blev bilen optisk modificeret. Yderligere søstermodeller til Justy og Swift var den nordamerikanske Geo Metro, Pontiac Firefly, Chevrolet Sprint og den australske Holden Barina.

### Sikkerhed
Det svenske forsikringsselskab Folksam vurderer flere forskellige bilmodeller ud fra oplysninger fra virkelige ulykker, hvorved risikoen for død eller invaliditet i tilfælde af en ulykke måles. I rapporterne Hur säker är bilen? er/var den næsten identiske Suzuki Swift klassificeret som følger:
- 1999: Mindst 40% dårligere end middelbilen[2]
- 2001: Mindst 20% dårligere end middelbilen[3]
- 2003: Ned til 15% dårligere end middelbilen[4]
- 2005: Ned til 15% dårligere end middelbilen[5]
- 2007: Dårligere end middelbilen[6]
- 2009: Dårligere end middelbilen[7]
- 2011: Dårligere end middelbilen[8]
- 2013: Som middelbilen[9]
- 2015: Mindst 40% dårligere end middelbilen[10]

### Tekniske data
|                                                | 1,3                 |                     |
| Byggeperiode                                   | 1995–2001           | 2001–2003           |
| Motordata                                      |                     |                     |
| Motorkode                                      | G13B                | G13B                |
| Motortype                                      | R4-benzinmotor      | R4-benzinmotor      |
| Antal ventiler pr. cylinder                    | 2                   | 4                   |
| Ventilstyring                                  | OHC, tandrem        | OHC, tandrem        |
| Fødesystem                                     | Monopoint           | Multipoint          |
| Trykladning                                    | –                   | –                   |
| Køling                                         | Vandkøling          | Vandkøling          |
| Boring × slaglængde                            | 74,0 × 75,5 mm      | 74,0 × 75,5 mm      |
| Slagvolume                                     | 1299 cm³            | 1299 cm³            |
| Kompressionsforhold                            | 9,5:1               | 9,5:1               |
| Maks. effekt ved omdr./min.                    | 50 kW (68 hk) /6000 | 63 kW (86 hk) /6000 |
| Maks. drejningsmoment ved omdr./min.           | 99 Nm /3500         | 106 Nm /3000        |
| Udstødningsnorm                                | Euro2               | Euro3               |
| Kraftoverførsel                                |                     |                     |
| Drivende hjul                                  | Alle                | Alle                |
| Gearkasse                                      | 5-trins manuel      | 5-trins manuel      |
| Præstationer                                   |                     |                     |
| Topfart                                        | 155 km/t            | 155 km/t            |
| Acceleration 0-100 km/t                        | 13,6 sek.           | 13,0 sek.           |
| Brændstofforbrug pr. 100 km ved blandet kørsel | 6,9 liter Blyfri 91 | 6,8 liter Blyfri 91 |

## G3X Justy (III) (type MHY)
G3X Justy kom på markedet i september 2003, og blev bygget frem til august 2007. Modellen blev fremstillet sideløbende med anden generation af Suzuki Ignis, som den teknisk set var næsten identisk med. Dermed var Justy ikke længere en minibil, men tilhørte derimod segmentet af SUV'er og var efter Forester og Outback den tredje af sin art fra Subaru.
Modellen havde ligesom forgængeren permanent firehjulstræk, og delte motorer med Suzuki Ignis. Denne generation af Justy var den eneste, som fandtes med dieselmotor. Der var her tale om en commonrailmotor på 1248 cm³, hentet fra Fiat Punto. I forbindelse med dieselmotoren havde bilen kun forhjulstræk.

### Tekniske data
|                                                | 1,3                 | 1,5                 | 1,3 TD                    |
| Byggeperiode                                   | 2003–2007           | 2003–2007           | 2003–2007                 |
| Motordata                                      |                     |                     |                           |
| Motorkode                                      | M13A                | M15A                | Z13DT                     |
| Motortype                                      | R4-benzinmotor      | R4-benzinmotor      | R4-dieselmotor            |
| Antal ventiler pr. cylinder                    | 4                   | 4                   | 4                         |
| Ventilstyring                                  | DOHC, kæde          | DOHC, kæde          | DOHC, tandrem             |
| Fødesystem                                     | Multipoint          | Multipoint          | Commonrail                |
| Trykladning                                    | –                   | –                   | Turbolader, ladeluftkøler |
| Køling                                         | Vandkøling          | Vandkøling          | Vandkøling                |
| Boring × slaglængde                            | 78,0 × 69,5 mm      | 78,0 × 78,0 mm      | 69,6 × 82,0 mm            |
| Slagvolume                                     | 1328 cm³            | 1490 cm³            | 1248 cm³                  |
| Kompressionsforhold                            | 9,5:1               | 9,5:1               | 18,0:1                    |
| Maks. effekt ved omdr./min.                    | 69 kW (94 hk) /6000 | 73 kW (99 hk) /5900 | 51 kW (69 hk) /4000       |
| Maks. drejningsmoment ved omdr./min.           | 118 Nm /4100        | 133 Nm /4100        | 170 Nm /1750              |
| Kraftoverførsel                                |                     |                     |                           |
| Drivende hjul                                  | Alle                | Alle                | Forhjul                   |
| Gearkasse                                      | 5-trins manuel      | 5-trins manuel      | 5-trins manuel            |
| Præstationer                                   |                     |                     |                           |
| Topfart                                        | 155 km/t            | 165 km/t            | 155 km/t                  |
| Acceleration 0-100 km/t                        | 11,7 sek.           | 11,0 sek.           | 11,0 sek.                 |
| Brændstofforbrug pr. 100 km ved blandet kørsel | 6,9 liter Blyfri 95 | 7,2 liter Blyfri 95 | 5,0 liter Diesel          |

## Justy IV (type M300F)
Den fjerde og sidste modelgeneration af Justy debuterede på Frankfurt Motor Show 2007, og kom ud til forhandlerne i september 2007.
Modellen var en omdøbt version af Daihatsu Sirion, og blev fremstillet af Daihatsu for Fuji Heavy Industries. Forskellene i forhold til Daihatsu Sirion var udelukkende af kosmetisk natur, derudover var begge bilerne vidtgående identiske. I modsætning til Sirion, som også fandtes med firehjulstræk, fandtes Justy i de fleste lande kun med forhjulstræk. Der kunne vælges mellem to udstyrsvarianter, Trend og Active.
At modellen var identisk med Daihatsu Sirion, betød at Justy igen for første gang siden første generation kørte med en trecylindret 1,0-litersmotor. Motoren ydede 51 kW (69 hk), og opfyldt Euro4-normen. Det var den samme motor, som også blev benyttet i TPCA-søstermodellerne Toyota Aygo, Citroën C1 og Peugeot 107.
Justy IV havde fortil separate hjulophæng med MacPherson-fjederben og tværled. Frihøjden lå på 150 mm.
I Schweiz fandtes der også en specialudgave med firehjulstræk. I forhold til forgængeren var den nye Justy betydeligt mindre og ikke lige så terrænegnet, så den igen lignede en konventionel minibil. Modellen fandtes kun med fem døre.
I midten af 2011 blev Justy afløst af den Toyota-baserede Subaru Trezia.

### Tekniske data
|                                                | 1,0                 |
| Byggeperiode                                   | 2007–2011           |
| Motordata                                      |                     |
| Motorkode                                      | 1KR-FE              |
| Motortype                                      | R3-benzinmotor      |
| Antal ventiler pr. cylinder                    | 4                   |
| Ventilstyring                                  | DOHC, kæde          |
| Fødesystem                                     | Multipoint          |
| Trykladning                                    | –                   |
| Køling                                         | Vandkøling          |
| Boring × slaglængde                            | 71,0 × 84,0 mm      |
| Slagvolume                                     | 998 cm³             |
| Kompressionsforhold                            | 10,5:1              |
| Maks. effekt ved omdr./min.                    | 51 kW (69 hk) /6000 |
| Maks. drejningsmoment ved omdr./min.           | 94 Nm /3600         |
| Kraftoverførsel                                |                     |
| Drivende hjul                                  | Forhjul             |
| Gearkasse (standardudstyr)                     | 5-trins manuel      |
| Gearkasse (ekstraudstyr)                       | 4-trins automatisk  |
| Præstationer                                   |                     |
| Topfart                                        | 160 km/t            |
| Acceleration 0-100 km/t                        | 13,9 sek.           |
| Brændstofforbrug pr. 100 km ved blandet kørsel | 6,1 liter Blyfri 91 |